# ASB Classic 1999
L'ASB Classic 1999 è stato un torneo di tennis giocato sul cemento.  È stata la 14ª edizione del ASB Classic, che fa parte della categoria Tier IVb nell'ambito del WTA Tour 1999. Si è giocato al ASB Tennis Centre di Auckland in Nuova Zelanda, dal 4 gennaio al 9 gennaio 1999.

## Campionesse

### Singolare
Julie Halard-Decugis ha battuto in finale  Dominique Van Roost con il punteggio di 6–4, 6–1

### Doppio
Silvia Farina /  Barbara Schett hanno battuto in finale  Seda Noorlander /  Marlene Weingärtner con il punteggio di 6–2, 7–6